# Paluzzo Paluzzi Altieri degli Albertoni
Paluzzo Paluzzi Altieri degli Albertoni (Roma, 8 giugno 1623 – Roma, 29 giugno 1698) è stato un cardinale e arcivescovo cattolico italiano.

## Biografia
Paluzzo Paluzzi degli Albertoni, nacque l'8 giugno 1623 a Roma, primo dei due figli di Alberto Paluzzi degli Albertoni (secondo marchese di Rasina) e di Laura Carpegna. Prese anche il cognome di Altieri quando venne adottato come nipote dal papa Clemente X (1670-1676), prassi che venne ufficializzata il giorno dell'elezione al trono pontificio di quest'ultimo. Fu anche zio dei cardinali Lorenzo Altieri e Giovanni Battista Altieri e prozio del cardinale Vincenzo Maria Altieri. Viene indicato anche col nome di Paluzzo Altieri degli Albertoni.
Da giovane frequentò l'Università di Perugia, ove ottenne il dottorato in legge, intraprendendo in seguito la carriera presso la corte pontificia. Divenuto chierico della Camera Apostolica alla fine del pontificato di Urbano VIII (1623-1644), venne nominato Uditore generale della Camera Apostolica sotto il pontificato di Alessandro VII (1655-1667).
Ottenuti gli ordini sacri, venne creato subito cardinale e riservato in pectore già dal concistoro del 14 gennaio 1664, venendo pubblicato in quello del 15 febbraio 1666; ricevette la porpora cardinalizia ed il titolo dei Ss. XII Apostoli il 15 marzo 1666.
Fu eletto in seguito vescovo della Diocesi di Montefiascone; colà ebbe come suo vicario monsignor Orazio Fortunato di Sant'Arcangelo di Lucania. Il cardinale Altieri era nipote di Emilio Altieri, che divenne Papa il 29 aprile 1670 con il nome di Clemente X. Ebbe successivamente la cattedra di Corneto dal 29 marzo 1666, venne consacrato nel titolo episcopale il 2 maggio di quello stesso anno nella chiesa di San Silvestro in Capite a Roma, per mano del cardinale Ulderico Carpegna, assistito da Stefano Ugolini, arcivescovo titolare di Corinto e da Giovanni Tommaso Pinelli, vescovo di Albenga.
Egli prese parte al conclave del 1667 che elesse a pontefice Clemente IX e nuovamente a quello del 1669-1670 che elesse Clemente X. Nominato cardinal nipote sotto Clemente X, venne promosso alla sede metropolitana di Ravenna dal 19 maggio 1670. Nominato legato pontificio ad Avignone dal 19 maggio 1670, dal 1673 al 1677 mantenne anche la legatura ad Urbino. Prefetto della Sacra Congregazione di Propaganda Fide dal 2 agosto 1671 sino alla morte, divenne anche Governatore di Tivoli.
Camerlengo di Santa Romana Chiesa dal 4 agosto 1671 al 29 giugno 1698, venne nominato Pro-prefetto per la Sacra Congregazione del Concilio di Trento dal novembre 1671 al dicembre 1672. Successivamente divenne Vicario Generale di Roma per alcuni mesi nel 1671 (carica che ufficiosamente ricopriva dal 1667) e Segretario del Gabinetto Apostolico. Rinunciando all'incarico presso la sede di Ravenna prima del 19 febbraio 1674, partecipò al conclave del 1676 che elesse a pontefice Innocenzo XI.
Camerlengo del Sacro Collegio dei Cardinali (10 gennaio 1678-9 gennaio 1679), optò per il titolo cardinalizio di San Crisogono dal 1º dicembre 1681 e poi per quello di Santa Maria in Trastevere dal 13 novembre 1684, passando quindi all'ordine dei cardinali vescovi ed ottenendo la Sede suburbicaria di Sabina dal 28 febbraio 1689. Prese parte quindi al conclave del 1689 che elesse a pontefice Alessandro VIII e nuovamente a quello del 1691 che elesse Innocenzo XII.
Dopo aver optato per la Sede suburbicaria di Palestrina (8 agosto 1691), divenne Arciprete della Basilica di San Giovanni in Laterano nel 1693 e successivamente optò per la Sede suburbicaria di Porto e Santa Rufina dal 27 gennaio 1698, con una nomina anche a sub-decano del Sacro Collegio dei Cardinali.
Morì il 29 giugno 1698 mentre si era recato dalla propria poltrona al tavolo per ricevere il pasto del mezzogiorno. La sua salma venne esposta alla pubblica venerazione nella chiesa di Santa Maria in Portico in Campitelli a Roma per poi venire sepolta nella cappella di San Giovanni Battista che aveva fatto erigere per sé nella medesima chiesa.

## Genealogia episcopale e successione apostolica
La genealogia episcopale è:
- Cardinale Scipione Rebiba
- Cardinale Giulio Antonio Santori
- Cardinale Girolamo Bernerio, O.P.
- Arcivescovo Galeazzo Sanvitale
- Cardinale Ludovico Ludovisi
- Cardinale Luigi Caetani
- Cardinale Ulderico Carpegna
- Cardinale Paluzzo Paluzzi Altieri degli Albertoni

La successione apostolica è:
- Arcivescovo Azzo Ariosto (1669)
- Cardinale Gaspare Carpegna (1670)
- Papa Benedetto XIII (1675)
- Arcivescovo Juan Tomás de Rocaberti, O.P. (1677)
- Vescovo Niccolò Oliva, O.E.S.A. (1677)
- Vescovo Giovanni Borgoforte (1677)
- Arcivescovo Antonio de Monroy y Hijar, O.P. (1685)
- Cardinale Flavio Chigi (1686)
- Arcivescovo Leone Strozzi, O.S.B.Vall. (1690)
- Arcivescovo Raimondo Ferretti (1690)
- Vescovo Lorenzo Buzzi (1691)
- Vescovo José Guerrero de Torres, O.E.S.A. (1693)
- Vescovo Giovanni Francesco Bembo, C.R.S. (1694)

## Ascendenza
|                                                          |                                 |                             | Genitori          |  |  | Nonni |  |  | Bisnonni                                      |  |  | Trisnonni                                    |  |
|                                                          |                                 |                             |                   |  |  |       |  |  | Angelo Paluzzi degli Albertoni, nobile romano |  |  | Mario Paluzzi degli Albertoni, nobile romano |  |
|                                                          |                                 |                             |                   |  |  |       |  |  | Angelo Paluzzi degli Albertoni, nobile romano |  |  | Mario Paluzzi degli Albertoni, nobile romano |  |
|                                                          |                                 | Girolama Caffarelli         |                   |  |  |       |  |  | Angelo Paluzzi degli Albertoni, nobile romano |  |  |                                              |  |
| Baldassare Paluzzi degli Albertoni, I marchese di Rasina |                                 |                             |                   |  |  |       |  |  | Angelo Paluzzi degli Albertoni, nobile romano |  |  |                                              |  |
|                                                          |                                 | Tarquinia Jacovacci         | Giacomo Jacovacci |  |  |       |  |  |                                               |  |  |                                              |  |
|                                                          |                                 | Tarquinia Jacovacci         | Giacomo Jacovacci |  |  |       |  |  |                                               |  |  |                                              |  |
|                                                          |                                 | Tarquinia Jacovacci         | Marzia Crescenzi  |  |  |       |  |  |                                               |  |  |                                              |  |
| Antonio Paluzzi degli Albertoni, II marchese di Rasina   |                                 | Tarquinia Jacovacci         |                   |  |  |       |  |  |                                               |  |  |                                              |  |
|                                                          |                                 | …                           | …                 |  |  |       |  |  |                                               |  |  |                                              |  |
|                                                          |                                 | …                           | …                 |  |  |       |  |  |                                               |  |  |                                              |  |
|                                                          |                                 | …                           | …                 |  |  |       |  |  |                                               |  |  |                                              |  |
| Caterina Nini                                            |                                 | …                           |                   |  |  |       |  |  |                                               |  |  |                                              |  |
|                                                          |                                 | …                           | …                 |  |  |       |  |  |                                               |  |  |                                              |  |
|                                                          |                                 | …                           | …                 |  |  |       |  |  |                                               |  |  |                                              |  |
|                                                          |                                 | …                           | …                 |  |  |       |  |  |                                               |  |  |                                              |  |
| Paluzzo Paluzzi Altieri degli Albertoni                  |                                 | …                           |                   |  |  |       |  |  |                                               |  |  |                                              |  |
|                                                          | Giovanni III, conte di Carpegna | Orazio I, conte di Carpegna |                   |  |  |       |  |  |                                               |  |  |                                              |  |
|                                                          | Giovanni III, conte di Carpegna | Orazio I, conte di Carpegna |                   |  |  |       |  |  |                                               |  |  |                                              |  |
|                                                          | Giovanni III, conte di Carpegna | Livia Bartolini             |                   |  |  |       |  |  |                                               |  |  |                                              |  |
| Orazio II, conte di Carpegna                             | Giovanni III, conte di Carpegna |                             |                   |  |  |       |  |  |                                               |  |  |                                              |  |
|                                                          |                                 | Beatrice Landriani          | …                 |  |  |       |  |  |                                               |  |  |                                              |  |
|                                                          |                                 | Beatrice Landriani          | …                 |  |  |       |  |  |                                               |  |  |                                              |  |
|                                                          |                                 | Beatrice Landriani          | …                 |  |  |       |  |  |                                               |  |  |                                              |  |
| Laura Carpegna                                           |                                 | Beatrice Landriani          |                   |  |  |       |  |  |                                               |  |  |                                              |  |
|                                                          |                                 | Gianfranco Passionei        | …                 |  |  |       |  |  |                                               |  |  |                                              |  |
|                                                          |                                 | Gianfranco Passionei        | …                 |  |  |       |  |  |                                               |  |  |                                              |  |
|                                                          |                                 | Gianfranco Passionei        | …                 |  |  |       |  |  |                                               |  |  |                                              |  |
| Camilla Passionei                                        |                                 | Gianfranco Passionei        |                   |  |  |       |  |  |                                               |  |  |                                              |  |
|                                                          |                                 | …                           | …                 |  |  |       |  |  |                                               |  |  |                                              |  |
|                                                          |                                 | …                           | …                 |  |  |       |  |  |                                               |  |  |                                              |  |
|                                                          |                                 | …                           | …                 |  |  |       |  |  |                                               |  |  |                                              |  |
|                                                          |                                 | …                           |                   |  |  |       |  |  |                                               |  |  |                                              |  |